# وان گتینگ
وان گتینگ (انگلیسی: Vaughan Gething؛ زادهٔ ۱۵ مارس ۱۹۷۴) یک سیاستمدار اهل ولز است که از مارس تا اوت ۲۰۲۴ به عنوان وزیر اول ولز خدمت کرد و از مارس تا ژوئیه ۲۰۲۴ رهبر حزب کارگر ولز بوده است. او همچنین از سال ۲۰۱۶ تا ۲۰۲۱ وزیر بهداشت و خدمات اجتماعی و از سال ۲۰۲۱ تا ۲۰۲۴ وزیر اقتصاد بوده است. گتینگ از سال ۲۰۱۱ عضو شورای ملی ولز برای کاردیف جنوبی و پنارث است.